# 两家子镇 (彰武县)
两家子乡，是中华人民共和国辽宁省阜新市彰武县下辖的一个乡镇级行政单位。

## 行政区划
两家子乡下辖以下地区：
两家子村、左家村、团山子村、马尾村、二土村、李家围子村、小五喇叭村、下窝堡村、倒廷村和三块石村。